# Samurai Shodown Anthology
Samurai Shodown Anthology est une compilation de jeux vidéo de combat développée par SNK Playmore, et éditée par SNK Playmore. Elle est sortie sur PlayStation 2, PlayStation Portable et Wii en 2008.
Elle intègre les six premiers épisodes numérotés de la série.